# 瓊斯堡 (加利福尼亞州卡拉韋拉斯縣)
瓊斯堡（英語：Fort Jones）是位於美國加利福尼亞州卡拉韋拉斯縣的一個非建制地區。該地的面積和人口皆未知。

## 地理
瓊斯堡的座標為38°07′53″N 120°37′05″W / 38.13139°N 120.61806°W，而該地的平均海拔高度為281米（即922英尺）。